# Liste der Stolpersteine in Uchte

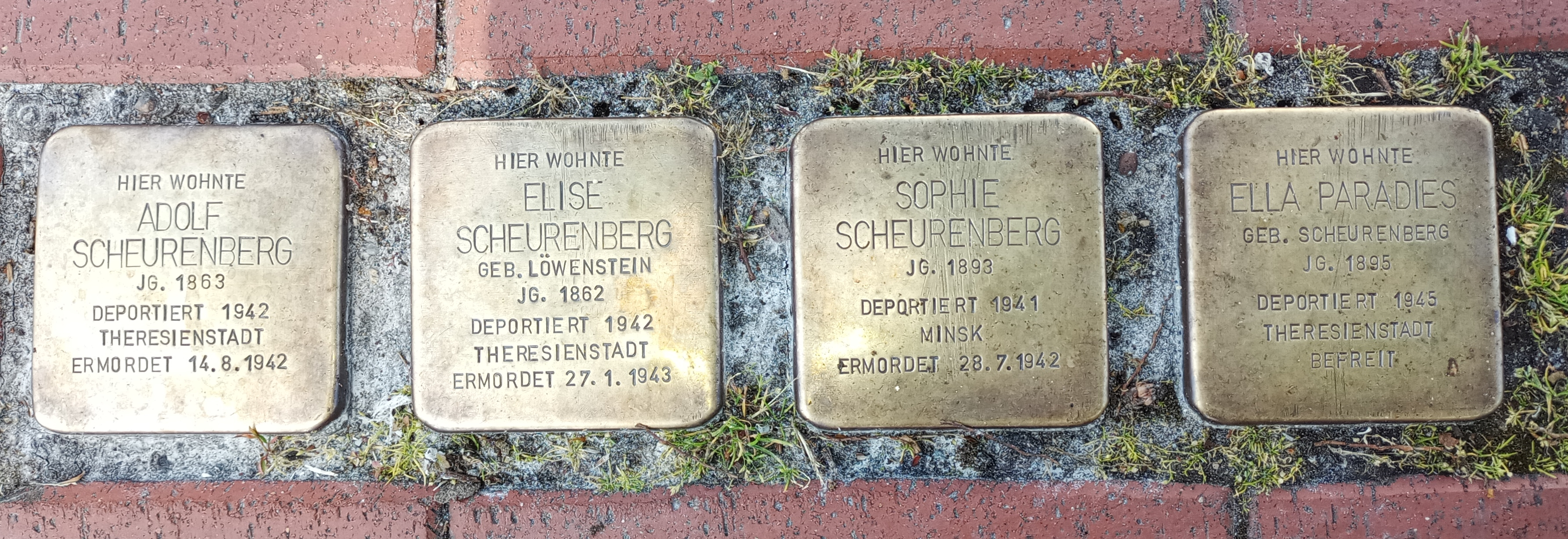
Stolpersteine Mühlenstraße 13 / Straße Zur Sparkasse

Die Liste der Stolpersteine in Uchte enthält die Stolpersteine, die im Rahmen des gleichnamigen Kunst-Projekts von Gunter Demnig in Uchte verlegt wurden. Mit ihnen soll an die Opfer des Nationalsozialismus erinnert werden, die in Uchte lebten und wirkten.

## Liste der Stolpersteine
| Name                | Adresse                | Bild | Inschrift | Verlegedatum  | Biografie und Anmerkungen |
| ------------------- | ---------------------- | --- | --- | ------------- | ------------------------- |
| Harry Simon         | Brinkstraße 20 ·       | Bild gesucht Der Benutzer GeorgDerReisende ( Diskussion ) wünscht sich an dieser Stelle ein Bild vom Ort mit diesen Koordinaten 52.498201 8.908633 . Motiv: Brinkstraße 20: die Stolpersteine für die Familie Simon, die Lage und das Haus Falls du dabei helfen möchtest, erklärt die Anleitung , wie das geht. BW | Hier wohnte Harry Simon Jg. 1891 deportiert 1942 Ghetto Warschau ermordet                                          | 27. Nov. 2015 |                           |
| Johanna Simon       | Brinkstraße 20 ·       | Bild gesucht Die Wikipedia wünscht sich an dieser Stelle ein Bild vom hier behandelten Ort. Falls du dabei helfen möchtest, erklärt die Anleitung , wie das geht. BW | Hier wohnte Johanna Simon geb. Samenfeld Jg. 1893 deportiert 1942 Ghetto Warschau ermordet                         | 27. Nov. 2015 |                           |
| Max Simon           | Brinkstraße 20 ·       | Bild gesucht Die Wikipedia wünscht sich an dieser Stelle ein Bild vom hier behandelten Ort. Falls du dabei helfen möchtest, erklärt die Anleitung , wie das geht. BW | Hier wohnte Max Simon Jg. 1897 Flucht 1937 USA                                                                     | 27. Nov. 2015 |                           |
| Frieda Simon        | Brinkstraße 20 ·       | Bild gesucht Die Wikipedia wünscht sich an dieser Stelle ein Bild vom hier behandelten Ort. Falls du dabei helfen möchtest, erklärt die Anleitung , wie das geht. BW | Hier wohnte Frieda Simon geb. Hammerschlag Jg. 1900 Flucht 1937 USA                                                | 27. Nov. 2015 |                           |
| Hermann Meyer       | Färbermarkt ·          | Bild gesucht Der Benutzer GeorgDerReisende ( Diskussion ) wünscht sich an dieser Stelle ein Bild vom Ort mit diesen Koordinaten 52.496628 8.905472 . Motiv: Färbermarkt: die Stolpersteine für die Familie Meyer, die Lage und das Haus Falls du dabei helfen möchtest, erklärt die Anleitung , wie das geht. BW    | Hier wohnte Hermann Meyer Jg. 1873 'Schutzhaft' 1938 Buchenwald deportiert 1942 Theresienstadt ermordet 10.12.1943 | 27. Nov. 2015 |                           |
| Emma Meyer          | Färbermarkt ·          | Bild gesucht Die Wikipedia wünscht sich an dieser Stelle ein Bild vom hier behandelten Ort. Falls du dabei helfen möchtest, erklärt die Anleitung , wie das geht. BW | Hier wohnte Emma Meyer geb. Reiter Jg. 1878 deportiert 1942 Theresienstadt ermordet 23.11.1942                     | 27. Nov. 2015 |                           |
| Alfred Meyer        | Färbermarkt ·          | Bild gesucht Die Wikipedia wünscht sich an dieser Stelle ein Bild vom hier behandelten Ort. Falls du dabei helfen möchtest, erklärt die Anleitung , wie das geht. BW | Hier wohnte Alfred Meyer Jg. 1906 deportiert 1941 Riga 1944 Stutthof 1944 Buchenwald ermordet                      | 27. Nov. 2015 |                           |
| Adolf Scheurenberg  | Straße Zur Sparkasse · | | Hier wohnte Adolf Scheurenberg Jg. 1863 deportiert 1942 Theresienstadt ermordet 14.8.1942                          | 27. Nov. 2015 |                           |
| Elise Scheurenberg  | Straße Zur Sparkasse · | | Hier wohnte Elise Scheurenberg geb. Löwenstein Jg. 1862 deportiert 1942 Theresienstadt ermordet 27.1.1943          | 27. Nov. 2015 |                           |
| Sophie Scheurenberg | Straße Zur Sparkasse · | | Hier wohnte Sophie Scheurenberg Jg. 1893 deportiert 1941 Minsk ermordet 28.7.1942                                  | 27. Nov. 2015 |                           |
| Ella Paradies       | Straße Zur Sparkasse · | | Hier wohnte Ella Paradies geb. Scheurenberg Jg. 1895 deportiert 1945 Theresienstadt befreit                        | 27. Nov. 2015 |                           |